# Ytre Norskøya
Ytre Norskøya és un assentament abandonat situat a l'illa homònima, a l'arxipèlag Svalbard, Noruega.